# Kumamoto-borgen
Kumamoto-borgen (熊本城 Kumamoto-jou) er en borg, der ligger i byen Kumamoto i Kumamoto-præfekturet i Japan. Der er tale om en såkaldt bakkeborg, der er opført på en bakke, hvorfra der er god udsigt til terrænet, og borgen er en meget stor og velbefæstet. Forsvarstårnet er en betonkonstruktion fra 1960, men adskillige andre bygninger i træ stammer fra den oprindelige borg.
Kumamoto-borgen har rødder tilbage til 1467, hvor Ideta Hidenobu skabte et fæstningsværk på stedet. Fæstningen blev udbygget i 1496, og i 1588 opstod den første udgave af borgen, da daimyoen Katou Kiyomasa fik borgen. Han foretog en omfattende udbygning i perioden 1601-1607. Da han var færdig, var der tale om et borgkompleks, der var 1,6 km og 1,2 km bredt. I 1877 blev borgen belejret under Satsuma-opstanden, og forsvarstårnet brændte i den forbindelse ned, mens tretten bygninger overlevede. I 1960 genopførte man forsvarstårnet, nu i beton, mens borgen som helhed blev restaureret i perioden 1998-2008.
De tretten overlevende oprindelige bygningskonstruktioner er udpeget som vigtige kulturelle ejendomme. Sammen med Matsumoto-borgen og Himeji-borgen regnes Kumamoto-borgen som de tre vigtigste borge i Japan.